# Carlos Cáceres Monteiro
Carlos Alberto Cáceres Monteiro GCL (Lisboa, Socorro, 9 de Agosto de 1948 – Lisboa, 3 de Janeiro de 2006) foi um jornalista português.
O nome de Cáceres Monteiro foi atribuído a uma Avenida na zona central de Miraflores, na Freguesia de Algés, onde o jornalista e escritor residiu desde 1971 até à sua morte.
O Cáceres Monteiro é atribuído anualmente e distingue os melhores trabalhos publicados nos órgãos de comunicação social do Grupo Impresa.

## Percurso jornalístico
Carlos Cáceres Monteiro foi um dos grandes repórteres portugueses da segunda metade do século XX e um dos fundadores de O Jornal e da revista Visão.
Frequentou o curso de Direito e o curso de História, que não completou. A sua carreira jornalística começou nas revistas Flama e O Século Ilustrado, para as quais trabalhou como repórter. No jornal A Capital, foi subchefe de redacção.
No Diário de Notícias, foi editor de política nacional. Também foi correspondente da revista "Câmbio 16" (revista espanhola).
Foi director adjunto do semanário O Jornal, do qual foi co-fundador em 1975. Foi também director do jornal Se7e.
Foi um dos fundadores da revista Visão em 1993 e seu director até 2005. Director editorial do grupo Impresa Publishing (empresa proprietária da revista Visão).
Foi repórter de guerra em Angola 1975, Guerra do Golfo, no Iraque, no conflito israelo-árabe e de alguns conflitos armados na América Latina (guerra em Chiapas). No Cambodja fez algumas reportagens sobre a libertação dos khmers vermelhos. Fez também a reportagem sobre a independência de Timor-Leste
Foi presidente do Sindicato dos Jornalistas, director-geral da Comunicação Social e jornalista premiado. No livro "Hotel Babilónia", de 2004, contou muitas das suas experiências como repórter de guerra e viajante do Mundo.

## Livros publicados
- Angola, País de Vida ou de Morte - (1975)
- Fast Lane - (1984)
- O Mundo em AZERT - (1985)
- China, a Contra-revolução Tranquila - (1986)
- Amazónia Proibida - (1987)
- Apogeu e Queda de Bernardo Malaquias - (1989)
- O Enviado Especial - (1991)
- Mistérios da Amazónia - Cadernos de uma Expedição nas Guianas e no Brasil em co-autoria (2002).
- Hotel Babilónia - (2004).

## Prémios recebidos
- Prémio Gazeta 1985 (Clube de Jornalistas)
- Grande Prémio de Jornalismo de 2001 (Clube Português de Imprensa)
- Grã-Cruz da Ordem da Liberdade, uma ordem honorífica portuguesa, criada a 4 de outubro de 1976, que se destina a distinguir serviços relevantes prestados em defesa dos valores da civilização, em prol da dignificação do Homem e à causa da liberdade, recebida a título póstumo a 30 de Janeiro de 2006 pelas mãos do presidente Jorge Sampaio.[4]

## Outras actividades
- Foi dirigente associativo na Faculdade de Direito da Universidade de Lisboa;
- Depois do 25 de Abril de 1974, esteve ligado às primeiras leis que regulam o exercício do jornalismo em Portugal - a Lei de Imprensa, o Estatuto do Jornalista e o Regulamento da Carteira Profissional de Jornalista;
- Presidente do Sindicato dos Jornalistas de 1977 a 1980;
- Fez parte da comissão de acompanhamento do primeiro curso de Comunicação Social, na Universidade Nova de Lisboa;
- Director-geral da Comunicação Social do primeiro-ministro Dr. Mário Soares de 1984 a 1985.

## Família
Era filho de António Terreiro Monteiro (Almeida, Malpartida, 4 de Abril de 1919 - ?) e de sua mulher Júlia de Cáceres (Almeida, Malpartida, 9 de Novembro de 1925 - ?), neto paterno de Manuel Monteiro Limão (Figueira de Castelo Rodrigo, Cinco Vilas, 25 de Janeiro de 1892 - Lisboa, Graça, 19 de Setembro de 1975) e de sua mulher Laura Augusta Terreiro (Almeida, Malpartida, 1898 - ?) e neto materno de Luciano Cardoso (Almeida, Malpartida, 1 de Fevereiro de 1887 - ?) e de sua mulher Maria Mouzinho de Cáceres (Almeida, Malpartida, 28 de Novembro de 1893 - ?).
Casou duas vezes, primeiro com Arlete Rosado Perdigão (Estremoz, Santo André, 14 de Outubro de 1948), de quem se divorciou e de quem teve um filho e uma filha, e segundo com Lucília da Conceição Mourão de Carvalho (16 de Maio de 1961), de quem teve uma filha e um filho:
- Luís Daniel Perdigão Cáceres Monteiro, jornalista, que tem dois filhos:
  - Laura Cortes Francisco Cáceres Monteiro (16 de Outubro de 2000)
  - Lourenço Cortes Francisco Cáceres Monteiro (7 de Junho de 2005)
- Ana Filipa Perdigão Cáceres Monteiro (Lisboa, São Sebastião da Pedreira, 29 de Setembro de 1972), casada em Lisboa, Campo Grande, a 7 de Março de 1998 com Luís Ferreira van Zeller Pereira Palha (Lisboa, 13 de Março de 1964), do Patriciado Holandês, trineto por bastardia do 5.° Conde de Resende e 24.° Almirante de Portugal, trineto do 1.° Conde de Cascais, trineto dum primo em primeiro grau do 1.° Conde de Fontalva e do recusante 1.° Conde de Monte Estoril, trineto do 3.° Conde de Sobral e trineto do 3.° Conde de Belmonte, de quem foi primeira mulher, divorciados, com geração:
  - Júlia Cáceres Monteiro van Zeller Palha (Vila Franca de Xira, Castanheira do Ribatejo, 30 de Outubro de 1998), modelo e actriz
  - Francisco Cáceres Monteiro van Zeller Palha (Vila Franca de Xira, Castanheira do Ribatejo, 25 de Setembro de 2000)
  - Maria do Carmo Cáceres Monteiro van Zeller Palha (Vila Franca de Xira, Castanheira do Ribatejo, 14 de Junho de 2002)
- Margarida Mourão de Carvalho Cáceres Monteiro (4 de Junho de 1992)
- João Mourão de Carvalho Cáceres Monteiro (12 de Abril de 1998)